# Râul Taia
Râul Taia este un curs de apă, afluent al râului Jiul de Est. 